# Diponthus schulzi
Diponthus schulzi är en insektsart som beskrevs av Bruner, L. 1900. Diponthus schulzi ingår i släktet Diponthus och familjen Romaleidae. Inga underarter finns listade i Catalogue of Life.